# SaarGummi
Die CQLT SaarGummi Technologies S.à r.l. mit Sitz in Remich (Luxemburg) ist ein Lieferant von Dichtungssystemen für die Automobilindustrie. Die SaarGummi-Gruppe produziert an insgesamt 19 Standorten in Europa, Nord- und Südamerika sowie in Asien. Zu den wichtigsten Kunden gehören Daimler, BMW, General Motors,  Volkswagen / Porsche und Ford.

## Geschichte
Im Jahre 1947 durch Hellmuth Lemm und Paul Vogt als SaarGummiwerk, Hellmuth Lemm GmbH in der zu Wadern gehörende saarländische Ortsgemeinde Büschfeld gegründet, widmete sich das Unternehmen zunächst der Herstellung von Kautschukartikeln aller Art sowie der Runderneuerung und dem Handel mit Autoreifen. Nach dem Ausscheiden von Hellmuth Lemm aus der Geschäftsführung im Juni 1948 und dem Verkauf seiner Anteile an das Ehepaar Vogt wurde die Firma in Saar-Gummiwerk GmbH umbenannt.
1954 begann man zusätzlich mit der Produktion von Schuhsohlen, Sohlenplatten sowie Brems- und Kupplungsbelägen, kurze Zeit später wurde das neue Verfahren der Extrusion zur Fertigung von Scheibendichtprofilen für die Automobilindustrie eingeführt. Zu diesem Zeitpunkt beschäftigte das Unternehmen rund 480 Mitarbeiter.
Bei der wirtschaftlichen Rückgliederung des Saarlandes in die Bundesrepublik am 6. Juli 1959 war die Saar-Gummiwerk GmbH der größte Sohlenplattenhersteller Deutschlands, bis wirtschaftliche Schwierigkeiten 1959–1963 und ein Großbrand 1964 zum Verkauf von 50 % der Firmenanteile an die damalige Saarbergwerke AG in Saarbrücken zwangen. Ein Jahr später erwarb Saarberg weitere 26 %. Damit wurde SaarGummi Konzerngesellschaft. Die Kapitalzuführung der Saarbergwerke ermöglichte u. a. den Bau neuer Fertigungshallen und eines neuen Verwaltungs- und Sozialgebäudes. Hohe Investitionen wurden auch in die Modernisierung getätigt. 1967 wurde Saarberg zum Alleingesellschafter der Saar-Gummiwerk GmbH.
1969 stieg man in die Produktion von Bauprofilen für Fenster, Türen und Fassaden ein.
Anfang der Siebziger Jahre war die Zahl der Beschäftigten auf 1.500 angestiegen. Ab 1975 gewann die Fertigung von Dichtungen für die Automobilindustrie entscheidend an Bedeutung.
1992 wurde schließlich mit "SaarGummi Iberica" die erste ausländische Tochterfirma im spanischen Arganda del Rey (nahe Madrid) gegründet, 1997 folgte das Joint Venture "GoldSeal-SaarGummi in Indien, 1999 eröffnete man einen Standort in Brasilien, 2000 kam es in Tschechien zur Gründung von SaarGummi Czech sowie zur Übernahme der Thona-Gruppe mit Werken in USA und Kanada.
Im Jahre 2003 verschlechterte sich die wirtschaftliche Lage allerdings, 2004 wurde die SaarGummi-Gruppe vom damaligen Mutterkonzern, der RAG Aktiengesellschaft in Essen an den Finanzinvestor Orlando Management verkauft. Es erfolgte eine Umfirmierung unter dem Namen SG Technologies GmbH.
Im Jahr 2007 wurde das Unternehmen an den Finanzinvestor Odewald & Compagnie weiterverkauft; die "SG Technologies GmbH" wurde zur "SaarGummi Deutschland GmbH".
Am 5. November 2010 stellte die SaarGummi Deutschland GmbH Antrag auf Insolvenz.
Im Juni 2011 wurde die SaarGummi-Gruppe durch den in Staatsbesitz befindlichen chinesischen Mischkonzern CQLT übernommen. CQLT (Chonqing Light Textile Industry Holding) zählt laut eigenen Angaben zu den Top 500 Unternehmen in China.